# Немоєвець
Немоєвець (пол. Niemojewiec) — село в Польщі, у гміні Рашкув Островського повіту Великопольського воєводства.
Населення — 113 осіб (2011).

## Демографія
Демографічна структура станом на 31 березня 2011 року:
|          | Загалом | Допрацездатний вік | Працездатний вік | Постпрацездатний вік |
| -------- | ------- | ------------------ | ---------------- | -------------------- |
| Чоловіки | 56      | 13                 | 39               | 4                    |
| Жінки    | 57      | 11                 | 35               | 11                   |
| Разом    | 113     | 24                 | 74               | 15                   |